# Fritz Wingen
Fritz Wingen (* 14. Mai 1889 in Holpe; † wahrscheinlich 23. Januar 1944 im KZ Majdanek) war ein deutscher Kirchenmaler des Expressionismus.

## Leben
Fritz Wingen, dessen Eltern Josef und Bertha 1908 mit ihren Kindern nach Kempen zogen, entschied sich zunächst, Lehrer zu werden. Von 1910 bis 1921 unterrichtete er an eine Schule in Essen-Altenessen. Doch dann gab er das Lehramt auf, um sich ganz der Bildenden Kunst und dem Komponieren widmen zu können. Er absolvierte ein Studium an der Kunstakademie Düsseldorf und wurde Maler und Holzschnitzer. An der Düsseldorfer Akademie war Franz Xaver Wimmer sein Lehrer.

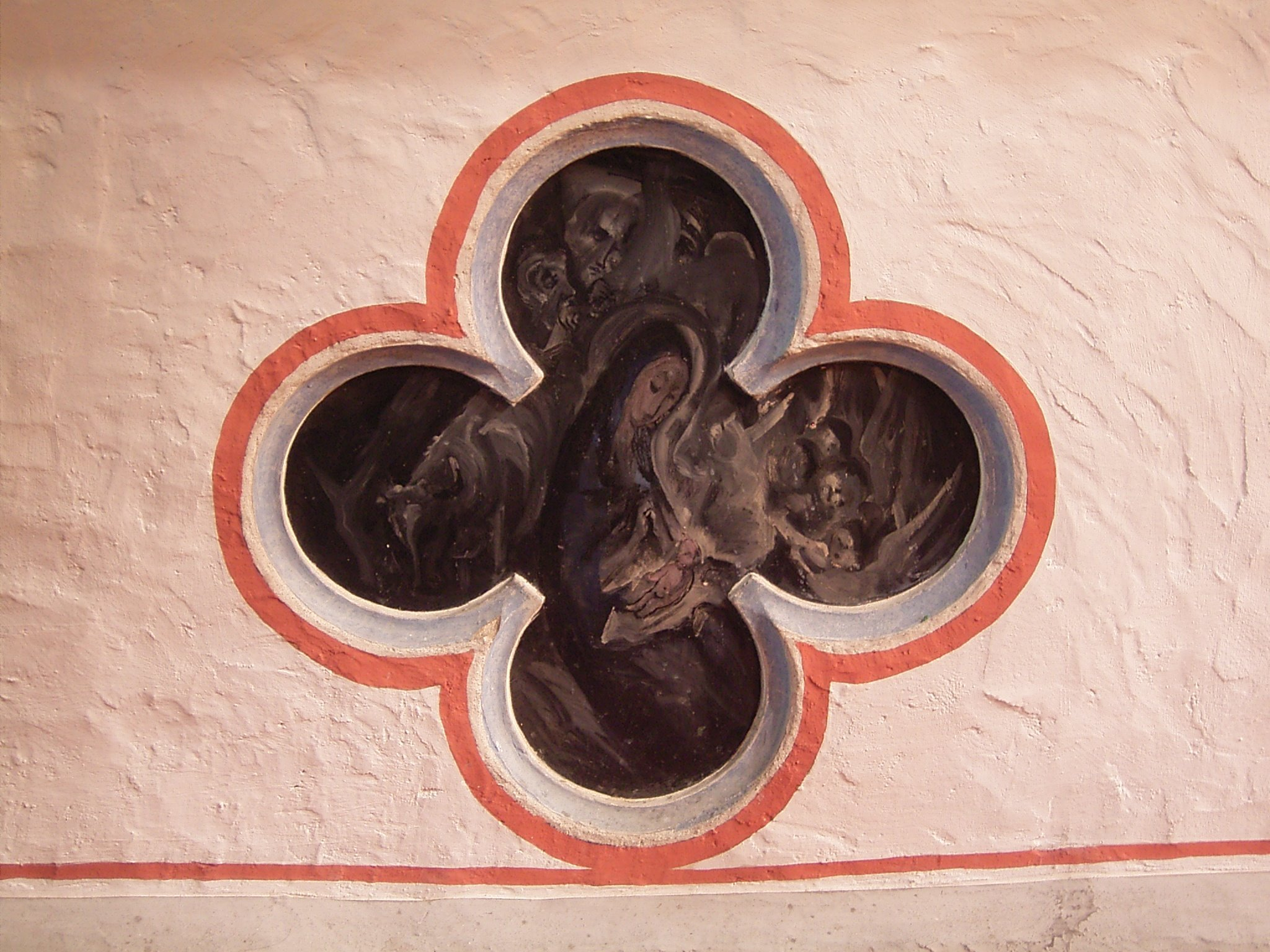
St. Gertrud, Detail

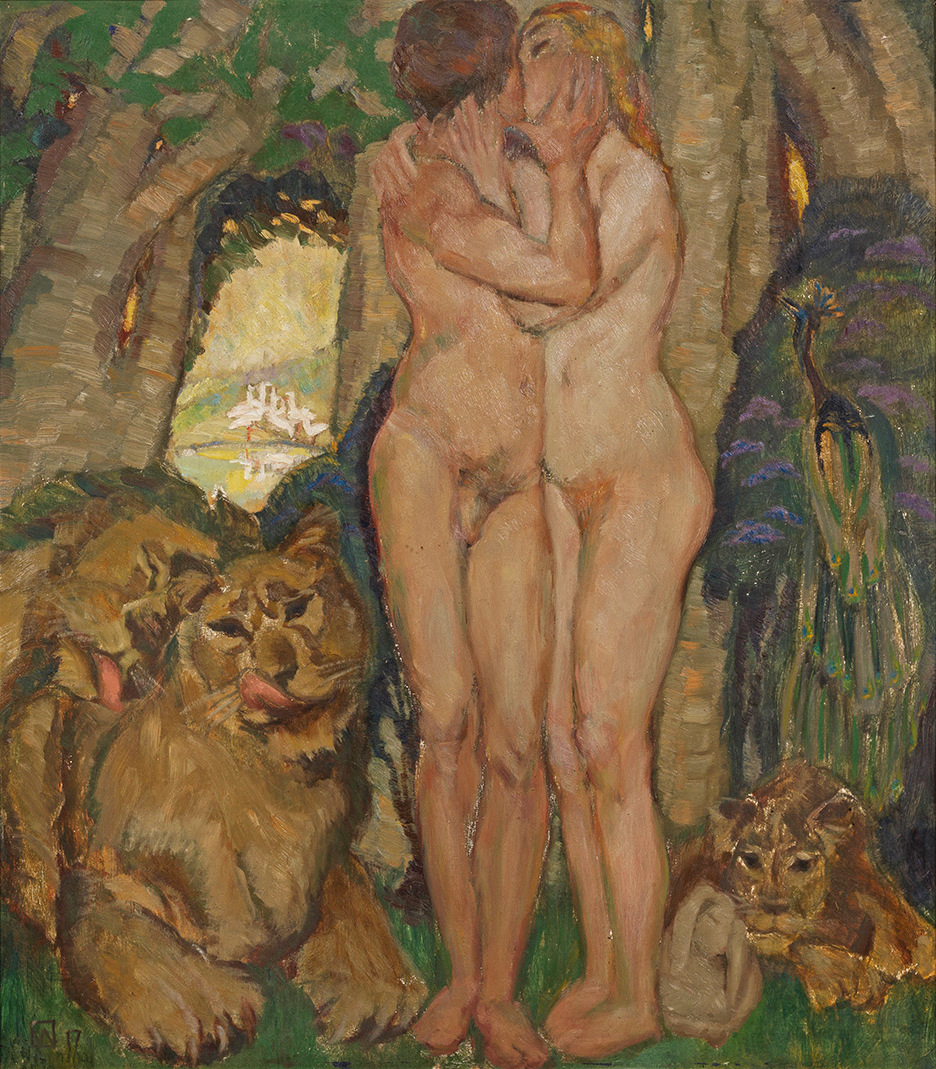
Fritz Wingen: Paradiesszene, 1917

1923 schuf er Wandmalereien in der Morsbacher Pfarrkirche St. Gertrud, die 1922 durch einen Blitzeinschlag schwer beschädigt worden war. Die nackten alttestamentlichen Gestalten lösten jedoch Unbehagen bei manchen Gemeindemitgliedern aus. Dies führte zunächst zu einem Anschlag auf die Gemälde, die dabei mit schwarzer Schuhwichse überschmiert wurden. Später wurde der Innenraum der Kirche weiß übertüncht. Nur in den Hohlkehlen der Seitenaltäre sind noch Spuren von Wingens Gemälden erhalten geblieben. Weitere Kirchen, die Wingen neu gestaltete, waren St. Peter in Recklinghausen und die Liebfrauenkirche in Duisburg-Bruckhausen. 1925/1926 unternahm er eine achtzehnmonatige Studienreise durch Italien.
Ein Hauptwerk Wingens war die Ausmalung der Kirche St. Matthias in Berlin 1931, zu der ihn Pfarrer Albert Coppenrath eingeladen hatte.
Am 29. Dezember 1939 wurde Wingen, der sich zu einem Besuch bei seiner Tochter Eva Kurz in Lambach aufhielt, von Margarethe von Pausinger und Theresia Reinthaller wegen regimekritischer Äußerungen angezeigt. Er wurde zu zehn Monaten Gefängnis verurteilt. 1942 kam Wingen erneut vor Gericht, nachdem er ein Hitlerplakat abgerissen und auf die Rückseite eine Kirche gemalt hatte. Er wurde als Staatsfeind verurteilt und kam zunächst nach Plötzensee, dann in das KZ Sachsenhausen und schließlich ins KZ Majdanek nahe Lublin, wo er wahrscheinlich am 23. Januar 1944 vergast wurde oder an einer von den KZ-Ärzten absichtlich herbeigeführten Typhus-Infektion starb.

## Ausstellung
Eine Gedächtnisausstellung mit 100 Werken Wingens fand im Jahr 2005 in Kempen statt.

## Nachleben
Fritz Wingens Eintragung ins Martyrologium der katholischen Kirche als Blutzeuge der Gewaltherrschaft der Nationalsozialisten wurde verworfen, nachdem bekannt geworden war, dass er uneheliche Kinder hatte. Wingens Tochter Eva Caro, geb. Kurz und andere versuchten, den Gemeinderat von Lambach zu bewegen, der Denunziantin ihres Vaters postum die Ehrenbürgerwürde abzuerkennen und eine Straße, die nach Pausinger benannt war, umzutaufen. Dies wurde zunächst abgelehnt; außerdem wurde durch das Oberösterreichische Landesarchiv darauf hingewiesen, dass Wingen wegen Sittlichkeitsdelikten vorbestraft gewesen sei. Nach massiven Protesten und weiteren Ermittlungen wurde 2005 die Margarethe-von-Pausinger-Straße in Siedlungsstraße umbenannt, nicht aber über die Aberkennung der Ehrenbürgerschaft entschieden. Der Bürgermeister von Lambach veröffentlichte 2006 eine Ehrenerklärung, in der er sich entschuldigte und darauf hinwies, dass die Fritz Wingen in den 1930er Jahren vorgeworfenen homosexuellen Handlungen zwischen Erwachsenen nach heutigem Recht nicht strafbar sind.

## Gedenken
- Der Heimatverein Holpe und die Gemeinde Morsbach haben in Erinnerung an den 1889 in Holpe geborenen und aufgewachsenen Maler, Bildhauer und Komponisten Fritz Wingen einen Platz mit Gedenkstein in der Dorfmitte von Holpe nach dem Künstler benannt. Durch eine großzügige Spende der Oberbergischen Gesellschaft für Christlich-Jüdische Zusammenarbeit und weiterer Unterstützer wurde am 11. Mai 2019, vor der Grundschule Holpe, offiziell der „Fritz-Wingen-Platz“ eingeweiht und ein Gedenkstein enthüllt.
- In Kempen wurde eine Straße nach Fritz Wingen benannt.